# Donggar-Ruinen
Die Donggar-Ruinen (chinesisch 东嘎遗址, Pinyin Dōnggá yízhǐ, englisch Donggar Ruins / Donggar Grottoes) oder auch Donggar-Grotten liegen 40 km nördlich von Zanda im Regierungsbezirk Ngari, Tibet, China. Sie stellen einen aus über 200 Höhlen bestehenden Komplex eines buddhistischen Höhlenklosters dar, der bis ins 10. Jahrhundert zurückgeht und erst in den letzten Jahren wiederentdeckt wurde.
Die nach dem Dorf Donggar benannten Grotten enthalten künstlerisch wertvolle Wandmalereien, die hauptsächlich in drei Grotten am Hang des Berges konzentriert sind. 
In ihrer Nähe befindet sich die Anlage der nach dem Dorf Piyang benannten, aus über 1000 Höhlen bestehenden Piyang-Grotten. Die beiden Höhlenkomplexe – die oft zusammen als die Grotten von Donggar und Piyang (东嘎皮央石窟,  Dōnggá Píyāng shíkū, englisch Donggar Piyang Grottoes) bezeichnet werden – sind die größten bisher entdeckten buddhistischen Grotten in Tibet und liefern wertvolles Material für die Erforschung der Geschichte der Guge-Dynastie.